# Jesús Portuguéz
Jesús Portuguez Echeverría (San José, 12 de noviembre de 1927 - 12 de julio de 2013) fue un boxeador costarricense, más conocido como Tuzo Portuguez.

## Trayectoria
Comienza su vida deportiva a los 8 años de edad siendo un niño de escuela. Durante esta época practicaba con gran capacidad baloncesto, atletismo y fútbol; inclusive, don Ricardo Saprissa lo llama para formar parte de la liga infantil de su equipo. No obstante, el boxeo fue el deporte que decidió practicar con miras a tener una condición de profesional. 
Con base en mucho esfuerzo, sacrificio y disciplina, logró convertirse en púgil profesional, ganando en varias oportunidades el Campeonato Nacional de Boxeo, debiendo conservar el título en forma permanente por no tener rival capaz de destronarlo. También a nivel centroamericano ganó la condición de indiscutible monarca de la región.
Internacionalmente, tuvo el honor de ser el primer boxeador costarricense en estar presente dentro del ranking mundial, llegando a boxear en cinco ocasiones en el Madison Square Garden de Nueva York, en donde en su primera presentación se enfrentó a Beau Jack el 16 de diciembre de 1949 a quien derrotó. Además estelarizó combates en ciudades como Chicago, Cleveland y Detroit. El hecho excepcional de haber llegado hasta el Madison Square Garden, lo convierten en uno de los deportistas y embajadores del deporte más brillantes que ha tenido Costa Rica en toda su historia; no siendo superado aún por nadie más en el país.
Como profesional, fue contratado como púgil de primera categoría para pelear aparte de los Estados Unidos, en México, Cuba, Canadá, Sudamérica, Europa, donde viajó en 3 oportunidades y Asia. En total visitó 42 países.
Con una enorme cantidad de reconocimientos y satisfacciones dentro y fuera del país, "Tuzo" Portuguez se retiró del boxeo luego de 30 años de actividad ininterrumpida, ganando el derecho de ser considerado como el mejor boxeador que la tenido Costa Rica hasta el presente, y una de las más brillantes glorias del deporte nacional.
Fue una gloria del boxeo costarricense. Debutó en el lejano año de 1946 frente a Kid Torbellino. Pero su primera pelea internacional la protagonizó un año después ante Roberto Carrillo, campeón nacional del Perú.
Luchó contra grandes boxeadores como; Baby Coullimber, Chico Varona, George Cox, Jappy Keer, Jorge Castro y Mario Coll, por mencionar algunos. Cuando estaba peleando en Estados Unidos entrenó con uno de los grandes de esa época, Rocky Marciano, con quien coincidía en el gimnasio.

### Última pelea
La última pelea de Tuzo Portuguez fue con el nicaragüense Lou Gutiérrez en 1962 en el Gimnasio Nacional, el ganador fue Gutiérrez quien mandó a Tuzo contra la lona, el púgil costarricense se levantó cuando el conteo del referí iba por ocho y a pesar de haberse levantado Tuzo tomó a Lou de la mano y se la levantó declarándolo ganador.
Fue en ese momento donde Portuguez decidió retirarse y nunca más volvió a subir a un ring con los guantes puestos. De aquí en adelante Portuguez se dedicaría al comercio.

## Vida personal
Se casó tres veces. Su primera esposa se llamó Ema Gutiérrez, nicaragüense, con quien tuvo a su único hijo varón de nombre Jesús Alberto. Luego estuvo casado con Flora Vargas, con quien tuvo a Elisa. Y su última esposa fue Doraine Miranda, con quien procreó dos hijas: Karla Stefany. 

### El apodoTuzo
Fue apodado así desde niño por su familia, para diferenciarlo de su padre, quién se llamaba igual, pero era conocido como Chuz.

## Fallecimiento
Tuzo Portuguez falleció el viernes 12 de julio del 2013 a la edad de 85 años. Al ser las 8:55 de la noche la mirada del pugilista se apagaría para siempre en el Hospital Calderón Guardia al lado de su esposa Doraine Miranda y sus hijas; Karla, Elisa y Stephanye.

## Premios y reconocimientos
En 1969 ingresó a la Galería del Deporte Costarricense.